# Arbil (provins)
|  | Denne artikel omhandler Arbil (provins). Opslagsordet har også en anden betydning, se byen Arbil |
Arbil (også skrevet Irbil eller Erbil; kurdisk: هه‌ولێر Hewlêr; arabisk: محافظة أربيل) er en irakisk provins beliggende i den nordlige del af landet. Provinsen Arbil dækker et areal på 14.428 km² og har 1.532.081(2009) indbyggere. Byens indbyggere er hovedsageligt kurdere, assyrere, arabere og et mindretal med turkmenere.
Navnet stammer fra byen, Arbil, som også er provinsens hovedby med 846.000(2015) indbyggere.
Efter 1974 har Arbil været en del af den Irakisk Kurdistan i det nordlige Irak.
I perioden fra august 2004 til 2008 var sydkoreanske FN-soldater udstationeret i provinsen som fredsbevarende styrke og for at bistå med genopbygningen efter afslutningen af Irakkrigen.